# جیمی استوت
جیمی استوت (انگلیسی: Jimmy Stott; ۶ نوامبر ۱۸۷۰ – ۸ اکتبر ۱۹۰۸) بازیکن فوتبال اهل پادشاهی متحد بریتانیای کبیر و ایرلند بود.
از باشگاه‌هایی که در آن بازی کرده‌است می‌توان به باشگاه فوتبال میدلزبرو، باشگاه فوتبال گریمزبی تاون، باشگاه فوتبال نیوکاسل یونایتد، باشگاه فوتبال لیورپول، و باشگاه فوتبال میدلزبرو اشاره کرد.